# Konzerthaus Dortmund
La Konzerthaus Dortmund est une salle de concert, qui comprend une salle de 1 500 places et une salle de 900 places, ouverte à Dortmund en 2002.